# Hamamelis ×intermedia
Hamamelis ×intermedia, auch Hybrid-Zaubernuss genannt, ist eine Hybride aus der Pflanzengattung Zaubernuss (Hamamelis). Es handelt sich um eine gärtnerische Kreuzung der beiden ostasiatischen Arten Hamamelis mollis und Hamamelis japonica.

## Beschreibung
Die Merkmale von Hamamelis ×intermedia liegen zwischen denen der Eltern Hamamelis mollis und Hamamelis japonica. Viele der Merkmale sind sortenspezifisch (siehe unten unter Kultivare).

### Erscheinungsbild und Blatt
Hamamelis ×intermedia wächst als sommergrüner Strauch, der Wuchshöhen von 4 bis 5 Meter erreicht und breiter als hoch ist. Er ist breit aufrecht bis trichterförmig aufgebaut, wenig verzweigt mit aufsteigenden Ästen. Die ansteigenden besitzen anfangs eine leicht filzig
behaarte Rinde.
Die Laubblätter sind bei einer Länge von 10 bis 15 cm und einer Breite von 5 bis 10 cm eiförmig bis verkehrt-eiförmig mit schief herzförmigem Spreitengrund und buchtig gezähntem Blattrand. Die leuchtend grünen Laubblätter verfärben sich im Herbst leuchtend gelb, orangefarben bis dunkelrot. Auf der Blattunterseite sind die Blattadern leicht behaart.

### Blüten und Früchte
Die Blüten erscheinen vor dem Laubaustrieb in kleinen Büscheln. Die sortenspezifisch duftenden Blüten sind zwittrig und vierzählig mit doppelter Blütenhülle. Die vier je nach Sorte gelben, orangefarbenen, rot-braunen oder dunkelroten Kronblätter sind bandförmig und zerknittert.
Es werden kleine Kapselfrüchte gebildet.

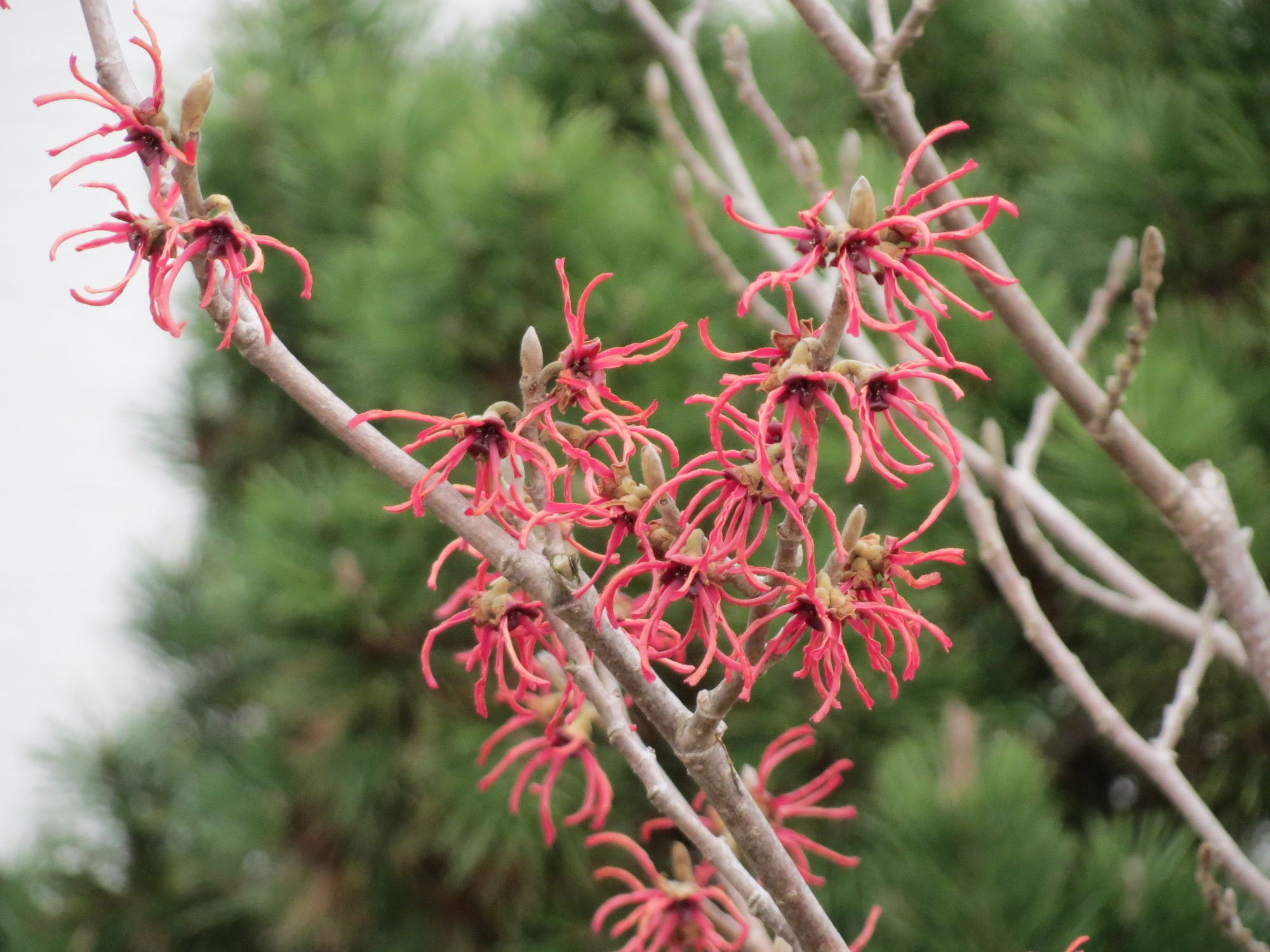
Hamamelis ×intermedia

### Chromosomenzahl
Die Chromosomenzahl beträgt 2n = 24.

## Phänologie
Im frühen und mittleren Winter erscheinen die Blüten. Phänologisch sind insbesondere die unterschiedlichen Blühzeitpunkte der einzelnen Kultivare von Hamamelis ×intermedia auffallend. So waren zwar die Blühzeitpunkte bei Probeuntersuchungen für die einzelne Kultivare je nach Winterwitterung auch jährlich unterschiedlich, jedoch sind die phänologischen Unterschiede zwischen den Kultivaren noch deutlicher ausgeprägt. So klaffte der Blühzeitpunkt zwischen den Kultivaren 'Diane' und 'Jelena' in Südnorwegen um durchschnittlich 34 Tage auseinander.

## Züchtungsgeschichte
Die beiden ostasiatischen Arten Hamamelis mollis und Hamamelis japonica sind untereinander unbegrenzt kreuzbar. Hamamelis ×intermedia ist daher auch eine interspezifische Hybride aus den Eltern Hamamelis japonica und Hamamelis mollis. Erstmals wurden solche Hybriden 1929 aus den Samen von einer Hamamelis mollis im Arnold Arboretum gezogen, es zeigte sich aber, dass die daraus kultivierten Exemplare Merkmale aufwiesen, die zwischen Hamamelis japonica und Hamamelis mollis lagen. Diese Hybriden wurden 1954 als Hamamelis ×intermedia von Alfred Rehder benannt. Als vermuteter Pollen-Partner wurde eine benachbarte Hamamelis japonica 'Zuccariniana' angenommen. 1963 wurde diese Kreuzung als Hamamelis ×intermedia 'Arnold Promise' registriert, auch heute einer der bekanntesten und beliebtesten Kultivare. Neben der Sorte 'Arnold Promise' wurden auch in Botanischen Gärten in Europa (Dänemark, Deutschland und Belgien) Hybriden zwischen den asiatischen Zaubernüssen gewonnen.
Insgesamt sind ungefähr 5 Kultivare von Hamamelis japonica, 13 von Hamamelis mollis und 47 von Hamamelis ×intermedia registriert worden. Vergleichsweise sind auch für Hamamelis vernalis 12 Kultivare verzeichnet.
Hybride zwischen den asiatischen und nordamerikanischen Arten werden vermutet. Eine Hybride zwischen Hamamelis mollis und Hamamelis vernalis ist für die Herkunft der Sorte 'Brevipetala' vorgeschlagen worden. Einige Kultivare wie beispielsweise 'Pallida' sind aufgrund der häufigen Auswahl von sich frei kreuzenden unbekannten Eltern sowohl zu Hamamelis mollis als auch Hamamelis ×intermedia gestellt worden. Vermutlich ist 'Pallida' dabei aber eine Rückkreuzung von Hamamelis ×intermedia mit Hamamelis mollis. Genetisch steht 'Pallida' Hamamelis mollis am nächsten.
Die meisten Hamamelis ×intermedia Kultivare klustern genetisch mit Hamamelis mollis. Die Sorten 'Arnold promise', 'Westerstede' und 'Carmine red' waren bei Untersuchungen dagegen von den anderen Kultivaren stärker unterschieden.
Aufgrund der Bedeutung von Hamamelis ×intermedia für den Landschaftsbau sind zwei europäische Pflanzenzucht-Zentren mit der weiteren Arbeit zu neuen Kultivaren beschäftigt. Dies sind die Hillier Nursery (England) und das Kalmthout Arboretum in Antwerpen (Belgien). Die in Deutschland heute angebotenen Kultivare sind insbesondere 'Arnold Promise' sowie die aus dem Kalmthout Arboretum gezüchteten Kultivare 'Diane', 'Jelena', 'Westerstede' und wahrscheinlich 'Pallida'.

## Kultivare
Die Kultivare unterscheiden sich so stark, dass es kaum möglich ist, eine allgemeine Beschreibung für Hamamelis ×intermedia zu geben. Folgende Sorten wurden von Krüssman näher beschrieben:
| Sorte            | Jahr | Farbe | Blattmerkmale | Wuchs                                                       | Duft                    | Bemerkung | Foto |
| ---------------- | ---- | --- | --- | ----------------------------------------------------------- | ----------------------- | --- | ---- |
| 'Allgold'        |      | buttergelb, mittelgroß, Kronblätter verdreht | Blätter breit-elliptisch bis eirund, 11 – 18 cm lang, im Herbst gelb                                                      | Strauch, mittelgroß, Wuchs ansteigend                       | duftend                 | Blüten wie bei H. mollis 'Brevipetala' gefärbt, aber lang und schmal, Kelch innen purpurrot                         |      |
| 'Aphrodite'      |      | purpurrote Kelchblätter, orangefarbene Kronblätter | |                                                             | ja                      | Eine der modernen holländischen Sorten, sehr auffallende Blüten                                                     |      |
| 'Arnold Promise' | 1963 | Blüten mittelgroß, in dichten Büscheln, Kelch innen rötlichgrün, Kronblätter 15 mm lang, tief schwefelgelb                                                                         | | Strauch, mittelgroß, bis 3 m hoch und 4 m breit             | schwachduftend          | 1928 im Arnold Arboretum aus einer zufälligen Kreuzung zwischen H. mollis und H. japonica aufgetreten               |      |
| 'Carmine Red'    |      | Blüten groß, Kelch innen weinrot, Kronblätter 2 cm lang, schmal, gefaltet und gedreht, blass bronze, an den Spitzen mehr kupfrig, Basis rot, ausgesprochen karminrot in der Knospe | Blätter eirund bis kreisrund, bis 13 × 13 cm groß, im Herbst gelb                                                         | Mittelgroßer, breiter Strauch                               |                         | Im Hillier Garten entstanden, spätblühend, März, Schlechter Blüher                                                  |      |
| 'Diane'          |      | Blüten mittelgroß bis groß, in dichten Büscheln an den Zweigen, Kelch innen violett, Kronblätter bis 17 mm lang und 2,3 mm breit, ziemlich gerade, karminrot                       | Blätter im Herbst intensiv gelb und scharlach                                                                             | Strauch sehr wüchsig                                        | schwachduftend          | Von de Belder in Belgien gezüchtet, eine der besten rotblühenden Formen                                             |      |
| 'Feuerzauber'    | 1958 | Blüten groß, Kronblätter kupfrig-orange, mit Rot überlegt, ähnlich denen von 'Ruby Glow', doch größer, 16 – 18 mm lang, gedreht                                                    | Blätter eirund bis breit-elliptisch, Basis schief herzförmig, etwa 13 bis 17 cm lang, 8 – 10 cm breit, Herbstfärbung gelb | Mittelhoher Strauch, Wuchs stark, aufrecht                  | eher unangenehm duftend | Züchter Herm. A. Hesse                                                                                              |      |
| 'Hiltingbury'    |      | Blüten mittel bis groß, 16 bis 18 mm lang, Kelch innen purpurfarben, Kronblätter blass kupferrot, mit Rot überhaucht                                                               | Blätter kreisrund bis mehr obovat, 8 – 12 cm lang, 7 – 10 cm breit, im Herbst gelb, orange, kupfrig und rot               | Großer Strauch, Wuchs breit oder ansteigend                 |                         | Züchter Hillier, Blüten wenig schön, doch Herbstfärbung der Blätter prachtvoll                                      |      |
| 'Jelena'         | 1955 | Blüten in dichten Büscheln, groß, Kelch innen dunkel weinrot, gelb mit kupfer Anflug, aus der Ferne orange wirkend, Kronblätter bis 2 cm lang, 2 mm breit, gedreht und wellig      | Blätter eirund, 16 – 17 cm lang, 12 – 15 cm breit, Basis herzförmig, Herbstlaub orange, bronze, scharlach und rot         | Großer Strauch, Wuchs ansteigend                            | schwachduftend          | Züchter Kort/de Belder, Eine der schönsten Formen, die frühest blühende Sorte. Benannt nach Jelena Belder Kovačević |      |
| 'Moonlight'      | 1955 | Blüten in dichten Büscheln, mittelgroß bis groß, Kronblätter bis 18 mm lang, gefaltet und gedreht, blass schwefelgelb, Basis weinrot, ebenso der Kelch innen                       | Blätter ziemlich kreisrund, 12 bis 18 cm lang, 9 – 12 cm breit, schief herzförmig, Herbstfärbung gelb                     | Strauch, mittelgroß bis groß, ansteigend bezweigt           | stark duftend           | Züchter Kort/de Belder, Eine der schönsten Formen                                                                   |      |
| 'Nina'           | 1953 | Blüten sehr groß, in vielblütigen Büscheln, Kronblätter bis 2,7 cm lang, tiefgelb                                                                                                  | | Strauch, mittelgroß                                         |                         | Züchter Lange, Dänemark                                                                                             |      |
| 'Orange Beauty'  | 1955 | Blüten mittelgroß, Kelch innen zuerst grünlichbraun, später braunrot, Kronblätter 15 mm lang, tief goldgelb bis orangegelb                                                         | Blätter wie bei H. mollis, doch etwas spitzer, im Herbst gelb                                                             | Wuchs kräftig aufrecht                                      |                         | Züchter Heinr. Bruns                                                                                                |      |
| 'Primavera'      |      | Blüten mittelgroß in dichten Büscheln an den Zweigen, Kelch innen violett, Kronblätter 17 mm lang, sichelförmig gekrümmt, primelgelb                                               | | Strauch                                                     |                         | Züchter de Belder                                                                                                   |      |
| 'Rubin'          |      | purpurrote Kelchblätter, rote Kronblätter | | Strauch                                                     |                         | |      |
| 'Ruby Glow'      |      | Blüten mittelgroß bis groß, Kelch innen weinrot, Kronblätter bis 18 mm lang, kupfrig, mit Rot überlegt                                                                             | Blätter eirund bis kreisrund, 12 – 16 cm lang, 8 – 12 cm breit, im Herbst orange, bronze und scharlach                    | Strauch mittelgroß bis groß, Zweige ansteigend bis aufrecht | schwachduftend          | Züchter Heinr. Bruns                                                                                                |      |
| 'Westerstede'    |      | weinrote Kelchblätter, hellgelbe Kronblätter | | Strauch                                                     | schwachduftend          | |      |
| 'Winter Beauty'  | 1962 | Blüten ähnlich denen von 'Orange Beauty', doch etwas größer und an der Kronblattbasis braunrot, sonst tief goldgelb bis orangegelb, 15 – 20 mm lang                                | | Wuchs kräftig                                               |                         | Züchter Wada, Japan                                                                                                 |      |